# La coda di Minosse
La coda di Minosse è un romanzo autobiografico scritto da Felice Trojani edito per la prima volta da Mursia nel 1963 e da allora sempre in catalogo da sessanta anni. L'edizione corrente, l'ottava, è del 2007, la prossima edizione è attualmente (2023) in fase di allestimento.

## Contenuto
Felice Trojani, dal 1946 residente in Brasile, ed unico dei superstiti della spedizione del dirigibile Italia a non aver mai raccontato pubblicamente la propria versione, venne contattato nel 1960 dallo psichiatra statunitense George Simmons, all'epoca alla ricerca di informazioni per il suo volume Target:Arctic, dedicato alla storia della corsa verso il Polo Nord.
Simmons convinse Felice Trojani a scrivere, finalmente, la sua versione, e a raccontare anche tutti i prodromi e le conseguenze sulla propria vita della partecipazione alla spedizione. La Coda di Minosse divenne così il racconto di mezzo secolo di aeronautica in Italia, dai suoi albori sino alla seconda guerra mondiale.
Il lungo racconto inizia quindi il 24 maggio del 1908 quando, a 11 anni, Felice Trojani assistette al primo tentativo di volo di Léon Delagrange a Roma,e prosegue descrivendo la giovinezza a Roma, gli studi liceali, la Scuola di Applicazione, l'arruolamento come Aspirante nella grande guerra e la successiva prigionia in Germania. Al ritorno in Italia Trojani continua i suoi studi laureandosi in ingegneria, trovando impiego presso la CNA (Compagnia Nazionale Aeronautica) e poi presso lo SCA (Stabilimento di Costruzioni Aeronautiche) di Umberto Nobile. Viaggiò in Giappone, in Unione Sovietica, partecipò alla costruzione dell'Aeroporto del Littorio a Roma (tra l'altro progettando la pista automobilistica e la curva parabolica sopraelevata sul quale si correrà il Gran Premio di Roma del 1931) e poi all'impresa di Umberto Nobile al Polo Nord. Accompagnerà ancora Umberto Nobile in Russia nel 1932, alla Dirigiablestroi. Al ritorno in Italia sarà dirigente alla Reggiane e poi direttore della Aeronautica Umbra a Foligno; negli anni della seconda guerra mondiale lavorerà con l'Impresa Castelli a Roma e in Vaticano. Al termine della seconda guerra mondiale emigrerà in Brasile, dove fonderà una industria di meccanica di precisione a São Paulo, dove verrà ritrovato da Simmons.

### La spedizione al Polo
Secondo il racconto di Trojani, l'insuccesso economico - strutturale - della spedizione poteva essere almeno attenuato in un solo modo:
"Ciò che poteva secondo me giustificare la spesa, la fatica, e il rischio della Spedizione, erano la ricerca geografica e la documentazione fotografica e cinematografica dei voli. E se la prima era affidata per molto alla fortuna, la seconda dipendeva da noi e purtroppo, benché disponessimo di un'ottima attrezzatura, fra i membri dell'equipaggio non vi era nessuno che fosse fotografo se non buono almeno passabile. Fatto oltremodo deplorevole perché una bella serie di fotografie e un film della zona inesplorata sarebbero stati di un grande interesse scientifico e di un notevole valore commerciale, interesse e valore che sarebbero aumentati immensamente se avessimo avuta la fortuna di scoprire nuove terre."

### La caduta del dirigibile Italia
Secondo il racconto di Trojani la vicenda si completa in meno un'ora:« Alle 10:50 Cecioni avverte: 
- Siamo pesanti !
II dirigibile è appoppato fortemente, ma cade. Nobile dà l'ordine di mettere in moto e a tutta forza il terzo motore, e di portare a tutta forza gli altri due. Io trasmetto l'ordine.
L'appoppamento aumenta, ma il dirigibile, invece di salire, è dominato da una forza che lo frena e che lo tira in basso.
L'appoppamento aumenta esageratamente: raggiunge i 50° e forse li supera; e io ho la netta impressione che la forza che frena e abbatte il dirigibile aumenti con l'aumentare dell'appoppamento.
Nobile dà ordine a Cecioni di mollare la catena e dice ad Alessandrini di salire sulla groppa: forse qualche valvola del gas è rimasta aperta.
In cabina l'ordine e la calma sono perfetti: solo si sentono le imprecazioni di Cecioni che non riesce a sciogliere il nodo della fune che tiene la catena di palle.
Alla ruota del timone di quota, Cecioni è stato sostituito da Zappi.
Dal finestrino guardo il pack, vedo che si avvicina, ritengo l'urto inevitabile. Il mio istinto aviatorio si risveglia:
Non cadere col motore acceso! e chiedo a Nobile se posso far fermare i motori.
Lui forse sta pensando la stessa cosa, perché senza esitare mi risponde, anzi quasi mi grida:
- Ferma ! Ferma !
Do' coi telegrafi ai tre motoristi l'ordine di fermare, e lo ripeto fino a che guardando verso poppa non vedo le eliche ferme.
Vedo la poppa e gli impennaggi puntati sul ghiaccio, vedo il ghiaccio che si solleva e che ci investe di traverso.
Sento un immane scroscio come di un enorme fascio di canne infrante, e poi non vedo più niente: tutto è diventato buio. In quel .momento supremo penso a Marta, il suo nome mi sale dal cuore alle labbra, e la invoco.
Sento che cado di traverso, che rotolo di fianco, e percepisco sul viso il freddo bagnato della neve. 
Balzo in piedi.
Ho gli occhiali sporchi di neve e di sangue, vi passo sopra la mano e vedo il dirigibile che va via di traverso. Lo vedo in aria per la prima e ultima volta. Ne pendono numerose corde, e sulla fiancata spicca la scritta: ITALIA.
Faccio meccanicamente qualche passo nella sua direzione per afferrare una corda, ma il dirigibile si allontana, si innalza, e si perde nello strato di nuvole.
Ho la spaventosa impressione di essere rimasto solo. 
Sono le 10:33 del 25 maggio.»
La coda di Minosse meritò alla sua uscita le positive recensioni della stampa, aeronautica e non, tra cui quella di Dino Buzzati[3] sul Corriere della Sera e di Carlo Casalegno[4] su La Stampa, e guadagnò nel 1966 il Premio di Cultura della Presidenza del Consiglio. Nel 1967 verrà pubblicato L'Ultimo Volo - noto come il Minossino in ambito editoriale - in cui Felice Trojani raccontò una versione per ragazzi (ma che negli anni verrà riedito, sino alla edizione corrente oggi in libreria, nelle collane per grandi) del volo al Polo Nord del Dirigibile Italia e dei sopravvissuti all'impatto con il pack nella Tenda Rossa, sino all'arrivo del rompighiaccio sovietico Krassin.
Nel 2022 è stata diffusa una edizione parziale in russo, dal capitolo XI al XXXIII e dal XXXVIII al XLIII, de La coda di Minosse, curata da Ascanio Trojani, tradotta da Nataliya Nikishkina e Ekaterina Spirova, del comitato di Mosca della Società Dante Alighieri . L'edizione ha destato notevole interesse tra gli storici e gli specialisti aeronautici russi, anche per il ricordo degli italiani e dei russi successivamente inghiottiti dalla Ежовщина.